# Équipe cycliste La Redoute
L'équipe cycliste La Redoute, appelée La Redoute-Motobécane jusqu'en 1983 est une équipe cycliste professionnelle française ayant existé de 1979 à 1985. Elle était sponsorisée par La Redoute et Motobécane, dans une structure qui comprenait le Vélo Club de Roubaix. Elle est dirigée par Joseph Braeckevelt.

## Principaux coureurs
- Robert Alban
- Pierre Bazzo
- Alain Bondue
- Thierry Claveyrolat
- Mariano Martínez
- Stephen Roche
- Paul Sherwen
- Régis Simon
- Bernard Vallet
- Ferdi Van Den Haute
- Jean-Luc Vandenbroucke

## Effectifs

### 1979
| Effectif 1979             | Effectif 1979     | Effectif 1979 | Effectif 1979                  |
| Cycliste                  | Date de naissance | Pays          | Équipe précédente              |
| ------------------------- | ----------------- | ------------- | ------------------------------ |
| Pierre Bazzo              | 17 janvier 1954   | France        | Lejeune-BP (1978)              |
| Jean-Pierre Cabare        | 31 mars 1956      | France        |                                |
| Marc Durant               | 14 juin 1955      | France        |                                |
| Christian Jourdan         | 31 décembre 1954  | France        |                                |
| Gildas Le Menn            | 4 décembre 1953   | France        |                                |
| Gérard Macé               | 9 juillet 1953    | France        |                                |
| Mariano Martinez          | 20 septembre 1948 | France        | Jobo-Spidel (1978)             |
| Jean-Marie Michel         | 28 avril 1955     | France        |                                |
| Christian Muselet         | 18 avril 1952     | France        |                                |
| Alain Patritti            | 15 juillet 1953   | France        |                                |
| Jean-François Pescheux    | 21 mars 1952      | France        | Jobo-Spidel (1978)             |
| Jean-Philippe Pipart      | 30 mars 1954      | France        |                                |
| Christian Poirier         | 6 décembre 1954   | France        |                                |
| Roger Rosiers             | 26 novembre 1946  | Belgique      | Peugeot-Esso-Michelin (1978)   |
| Bernard Vallet            | 18 janvier 1954   | France        | Miko-Mercier-Hutchinson (1978) |
| Didier Vanoverschelde     | 5 avril 1952      | France        |                                |
|                           |                   |               |                                |
| Source : Cycling Archives |                   |               |                                |

### 1980
| Effectif 1980                 | Effectif 1980     | Effectif 1980 | Effectif 1980                  |
| Cycliste                      | Date de naissance | Pays          | Équipe précédente              |
| ----------------------------- | ----------------- | ------------- | ------------------------------ |
| Robert Alban                  | 9 février 1952    | France        | Fiat (1979)                    |
| Pierre Bazzo                  | 17 janvier 1954   | France        | Lejeune-BP (1978)              |
| Alain Bondue (1 août–31 déc.) | 8 avril 1959      | France        |                                |
| Michel Demeyre                | 3 juin 1957       | France        |                                |
| Marc Durant                   | 14 juin 1955      | France        |                                |
| Pascal Guyot                  | 26 décembre 1959  | France        |                                |
| Christian Jourdan             | 31 décembre 1954  | France        |                                |
| Gildas Le Menn                | 4 décembre 1953   | France        |                                |
| Mariano Martinez              | 20 septembre 1948 | France        | Jobo-Spidel (1978)             |
| Jean-Marie Michel             | 28 avril 1955     | France        |                                |
| Christian Muselet             | 18 avril 1952     | France        |                                |
| Jean-François Pescheux        | 21 mars 1952      | France        | Jobo-Spidel (1978)             |
| Jean-Philippe Pipart          | 30 mars 1954      | France        |                                |
| Christian Poirier             | 6 décembre 1954   | France        |                                |
| Roger Rosiers                 | 26 novembre 1946  | Belgique      | Peugeot-Esso-Michelin (1978)   |
| Paul Sherwen                  | 17 juin 1956      | Royaume-Uni   | Fiat (1979)                    |
| Bernard Vallet                | 18 janvier 1954   | France        | Miko-Mercier-Hutchinson (1978) |
| Ferdi Van Den Haute           | 25 juin 1952      | Belgique      | Marc Zeep Savon-Superia (1979) |
| Jean-Luc Vandenbroucke        | 31 mai 1955       | Belgique      | Peugeot-Esso-Michelin (1979)   |
| Didier Vanoverschelde         | 5 avril 1952      | France        |                                |
|                               |                   |               |                                |
| Source : UCI                  |                   |               |                                |

### 1981
| Effectif 1981          | Effectif 1981     | Effectif 1981 | Effectif 1981                  |
| Cycliste               | Date de naissance | Pays          | Équipe précédente              |
| ---------------------- | ----------------- | ------------- | ------------------------------ |
| Robert Alban           | 9 février 1952    | France        | Fiat (1979)                    |
| Pierre Bazzo           | 17 janvier 1954   | France        | Lejeune-BP (1978)              |
| Alain Bondue           | 8 avril 1959      | France        |                                |
| Michel Demeyre         | 3 juin 1957       | France        |                                |
| Marc Durant            | 14 juin 1955      | France        |                                |
| Pascal Guyot           | 26 décembre 1959  | France        |                                |
| Christian Jourdan      | 31 décembre 1954  | France        |                                |
| Michel Larpe           | 18 décembre 1959  | France        |                                |
| Mariano Martinez       | 20 septembre 1948 | France        | Jobo-Spidel (1978)             |
| Jean-Marie Michel      | 28 avril 1955     | France        |                                |
| Jean-François Pescheux | 21 mars 1952      | France        | Jobo-Spidel (1978)             |
| Paul Sherwen           | 17 juin 1956      | Royaume-Uni   | Fiat (1979)                    |
| Bernard Vallet         | 18 janvier 1954   | France        | Miko-Mercier-Hutchinson (1978) |
| Ferdi Van Den Haute    | 25 juin 1952      | Belgique      | Marc Zeep Savon-Superia (1979) |
| Jean-Luc Vandenbroucke | 31 mai 1955       | Belgique      | Peugeot-Esso-Michelin (1979)   |
| Didier Vanoverschelde  | 5 avril 1952      | France        |                                |
|                        |                   |               |                                |
| Source : UCI           |                   |               |                                |

### 1982
| Effectif 1982          | Effectif 1982     | Effectif 1982 | Effectif 1982                    |
| Cycliste               | Date de naissance | Pays          | Équipe précédente                |
| ---------------------- | ----------------- | ------------- | -------------------------------- |
| Robert Alban           | 9 février 1952    | France        | Fiat (1979)                      |
| Pierre Bazzo           | 17 janvier 1954   | France        | Lejeune-BP (1978)                |
| Alain Bondue           | 8 avril 1959      | France        |                                  |
| Johan De Muynck        | 30 mai 1948       | Belgique      | Splendor-Wickes Bouwmarkt (1981) |
| Etienne De Wilde       | 23 mars 1958      | Belgique      | Splendor-Wickes Bouwmarkt (1981) |
| Michel Demeyre         | 3 juin 1957       | France        |                                  |
| Alain Dithurbide       | 18 janvier 1959   | France        |                                  |
| Pascal Guyot           | 26 décembre 1959  | France        |                                  |
| Christian Jourdan      | 31 décembre 1954  | France        |                                  |
| Michel Larpe           | 18 décembre 1959  | France        |                                  |
| Michael Shermer        | 8 septembre 1954  | États-Unis    |                                  |
| Paul Sherwen           | 17 juin 1956      | Royaume-Uni   | Fiat (1979)                      |
| Jérôme Simon           | 5 décembre 1960   | France        |                                  |
| Bernard Vallet         | 18 janvier 1954   | France        | Miko-Mercier-Hutchinson (1978)   |
| Ferdi Van Den Haute    | 25 juin 1952      | Belgique      | Marc Zeep Savon-Superia (1979)   |
| Jean-Luc Vandenbroucke | 31 mai 1955       | Belgique      | Peugeot-Esso-Michelin (1979)     |
| Didier Vanoverschelde  | 5 avril 1952      | France        |                                  |
|                        |                   |               |                                  |
| Source : UCI           |                   |               |                                  |

### 1983
| Effectif 1983          | Effectif 1983     | Effectif 1983 | Effectif 1983                    |
| Cycliste               | Date de naissance | Pays          | Équipe précédente                |
| ---------------------- | ----------------- | ------------- | -------------------------------- |
| Robert Alban           | 9 février 1952    | France        | Fiat (1979)                      |
| Laurent Biondi         | 19 juillet 1959   | France        |                                  |
| Alain Bondue           | 8 avril 1959      | France        |                                  |
| Christian Corre        | 4 septembre 1961  | France        |                                  |
| Kenny De Maerteleire   | 4 mai 1961        | Belgique      |                                  |
| Johan De Muynck        | 30 mai 1948       | Belgique      | Splendor-Wickes Bouwmarkt (1981) |
| Etienne De Wilde       | 23 mars 1958      | Belgique      | Splendor-Wickes Bouwmarkt (1981) |
| Alain Dithurbide       | 18 janvier 1959   | France        |                                  |
| Guy Gallopin           | 23 janvier 1956   | France        |                                  |
| Pascal Guyot           | 26 décembre 1959  | France        |                                  |
| Christian Jourdan      | 31 décembre 1954  | France        |                                  |
| Michel Larpe           | 18 décembre 1959  | France        |                                  |
| Christian Levavasseur  | 6 mars 1956       | France        | Coop-Mercier-Mavic (1982)        |
| Paul Sherwen           | 17 juin 1956      | Royaume-Uni   | Fiat (1979)                      |
| Jérôme Simon           | 5 décembre 1960   | France        |                                  |
| Bernard Vallet         | 18 janvier 1954   | France        | Miko-Mercier-Hutchinson (1978)   |
| Ferdi Van Den Haute    | 25 juin 1952      | Belgique      | Marc Zeep Savon-Superia (1979)   |
| Jean-Luc Vandenbroucke | 31 mai 1955       | Belgique      | Peugeot-Esso-Michelin (1979)     |
| Didier Vanoverschelde  | 5 avril 1952      | France        |                                  |
|                        |                   |               |                                  |
| Source : UCI           |                   |               |                                  |

### 1984
| Effectif 1984          | Effectif 1984     | Effectif 1984 | Effectif 1984                    |
| Cycliste               | Date de naissance | Pays          | Équipe précédente                |
| ---------------------- | ----------------- | ------------- | -------------------------------- |
| Robert Alban           | 9 février 1952    | France        | Fiat (1979)                      |
| Thierry Arnaud         | 17 août 1960      | France        |                                  |
| Thierry Barrault       | 13 juillet 1960   | France        |                                  |
| Yves Beau              | 16 juillet 1957   | France        |                                  |
| Laurent Biondi         | 19 juillet 1959   | France        |                                  |
| Alain Bondue           | 8 avril 1959      | France        |                                  |
| Gregor Braun           | 31 décembre 1955  | Allemagne     | Vivi-Benotto-Puma (1983)         |
| Pascal Campion         | 26 février 1962   | France        |                                  |
| Etienne De Wilde       | 23 mars 1958      | Belgique      | Splendor-Wickes Bouwmarkt (1981) |
| Philippe Delaurier     | 12 décembre 1960  | France        |                                  |
| Dominique Le Bon       | 15 décembre 1959  | France        |                                  |
| Christian Levavasseur  | 6 mars 1956       | France        | Coop-Mercier-Mavic (1982)        |
| Stephen Roche          | 28 novembre 1959  | Irlande       | Peugeot-Shell-Michelin (1983)    |
| Paul Sherwen           | 17 juin 1956      | Royaume-Uni   | Fiat (1979)                      |
| Jérôme Simon           | 5 décembre 1960   | France        |                                  |
| Régis Simon            | 19 mars 1958      | France        |                                  |
| Ferdi Van Den Haute    | 25 juin 1952      | Belgique      | Marc Zeep Savon-Superia (1979)   |
| Jean-Luc Vandenbroucke | 31 mai 1955       | Belgique      | Peugeot-Esso-Michelin (1979)     |
| Didier Vanoverschelde  | 5 avril 1952      | France        |                                  |
|                        |                   |               |                                  |
| Source : UCI           |                   |               |                                  |

### 1985
| Effectif 1985          | Effectif 1985     | Effectif 1985 | Effectif 1985                  |
| Cycliste               | Date de naissance | Pays          | Équipe précédente              |
| ---------------------- | ----------------- | ------------- | ------------------------------ |
| Thierry Barrault       | 13 juillet 1960   | France        |                                |
| Yves Beau              | 16 juillet 1957   | France        |                                |
| Alain Bondue           | 8 avril 1959      | France        |                                |
| Pascal Campion         | 26 février 1962   | France        |                                |
| Thierry Claveyrolat    | 31 mars 1959      | France        | Système U (1984)               |
| Philippe Delaurier     | 12 décembre 1960  | France        |                                |
| Jean-Louis Gauthier    | 22 décembre 1955  | France        | Coop-Hoonved (1984)            |
| Pierre Le Bigaut       | 17 septembre 1959 | France        |                                |
| Pierre-Henri Menthéour | 9 mai 1960        | France        |                                |
| Stephen Roche          | 28 novembre 1959  | Irlande       | Peugeot-Shell-Michelin (1983)  |
| Paul Sherwen           | 17 juin 1956      | Royaume-Uni   | Fiat (1979)                    |
| Jérôme Simon           | 5 décembre 1960   | France        |                                |
| Régis Simon            | 19 mars 1958      | France        |                                |
| Ferdi Van Den Haute    | 25 juin 1952      | Belgique      | Marc Zeep Savon-Superia (1979) |
| Jean-Luc Vandenbroucke | 31 mai 1955       | Belgique      | Peugeot-Esso-Michelin (1979)   |
| Michel Vermote         | 31 mars 1963      | Belgique      |                                |
|                        |                   |               |                                |
| Source : UCI           |                   |               |                                |

## Principaux résultats
- Classement général du Tour de Romandie (Stephen Roche en 1984)
- Classement général du Critérium International (Stephen Roche en 1985)
- 7 participations au Tour de France :
  - 1979 :
  - 1980 : Pierre Bazzo 9e du classement général, 2 victoires d'étape (Mariano Martinez et Bernard Vallet)
  - 1981 : Robert Alban 3e du classement général, 1 victoire d'étape (Robert Alban)
  - 1982 :  classement de la montagne : Bernard Vallet
  - 1983 :
  - 1984 : Robert Alban 5e du classement général, 1 victoire d'étape (Ferdi Van Den Haute)
  - 1985 : Stephen Roche 3e du classement général, 2 victoires d'étape (Stephen Roche, Régis Simon)